# Chūō, Sagamihara
Chūō-ku, Sagamihara (中央区) là một trong 7 khu thuộc thành phố Sagamihara, tỉnh Kanagawa, Nhật Bản. Quận nằm ở trung tâm thành phố. Phía tây bắc của quận là Midori-ku; phía đông nam là Minami-ku; phía bắc giáp Machida. 

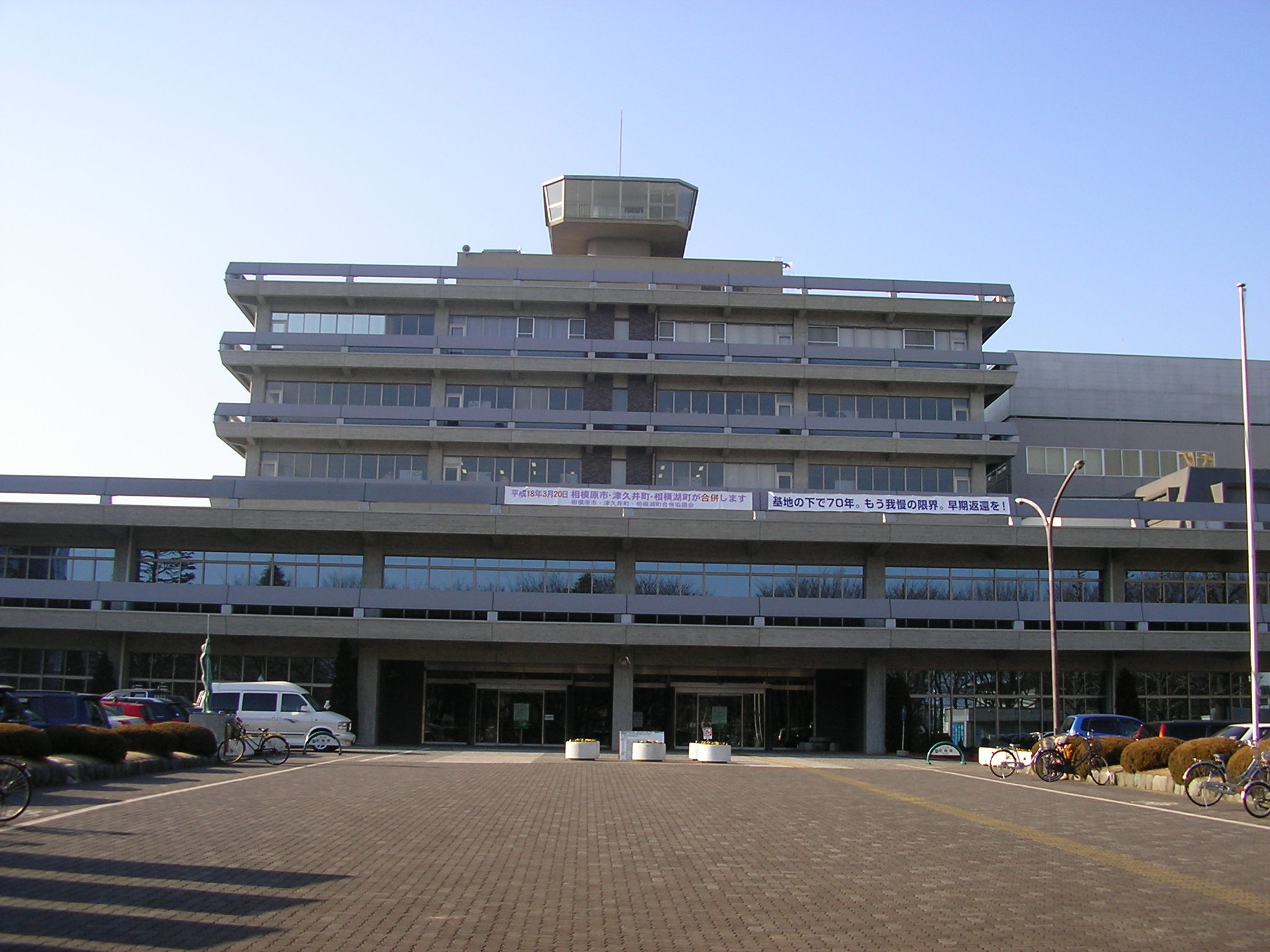
Tòa thị chính thành phố Sagamihara, cũng là nơi đóng văn phòng quận Chūō-ku

Quận có diện tích 36,8 km2, dân số năm 2010 là 265.057 người.